# جيمي بولوك
جيمي بولوك (بالإنجليزية: Jimmy Bullock)‏ (25 مارس 1902 في المملكة المتحدة - 9 مارس 1977 بستوكبورت في المملكة المتحدة) هو لاعب كرة قدم بريطاني (وحمل سابقاً جنسية المملكة المتحدة لبريطانيا العظمى وأيرلندا) في مركز الهجوم. لعب مع مانشستر سيتي ومانشستر يونايتد ونادي تشيسترفيلد ونادي دوندالك ونادي سانت إيلي تاون ونادي ساوثهامبتون ونادي كرو ألكساندرا ونادي هايد إف سي.